# Il postino (opéra)
Ne doit pas être confondu avec Il Postino.

Il postino est un opéra du compositeur mexicain Daniel Catán sur un livret en espagnol écrit par le compositeur, créé en 2010 à Los Angeles. Inspiré du roman Ardiente paciencia d'Antonio Skármeta et du film Le Facteur (Il Postino) de Michael Radford, l'œuvre contient des éléments de drame et de comédie, intégrant les thèmes de l'amour et de l'amitié ainsi que les conflits politiques et spirituels.

## L'opéra

### Création
Il postino a été commandé par l'Opéra de Los Angeles qui a coproduit la première production avec le Theater an der Wien à Vienne et le Théâtre du Châtelet à Paris. L'opéra est créé au Dorothy Chandler Pavilion par l'Opéra de Los Angeles le 23 septembre 2010. Daniel Catán a écrit le rôle de Pablo Neruda pour Plácido Domingo, qui l'a chanté lors de la première à Los Angeles et lors de représentations ultérieures à Vienne et à Paris,,. L'opéra est créé le 23 septembre 2010 en tant que production d'ouverture de la saison 2010. Il est dirigé par Grant Gershon et mis en scène par Ron Daniels avec des décors et des costumes conçus par Riccardo Hernandez.

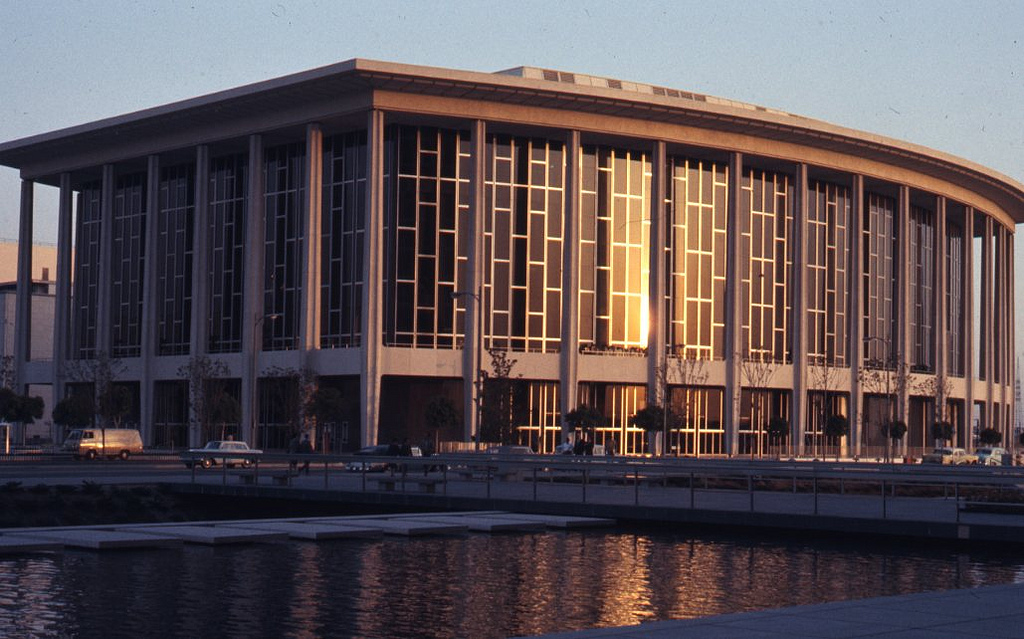
Le Dorothy Chandler Pavilion à Los Angeles où Il Postino a eu sa première mondiale.

La mise en scène comprenait également des projections conçues par Philip Bussmann et créant une atmosphère méditerranéenne et, à divers moments, montrent des images d'archive de troubles politiques au Chili et un tableau noir avec des textes de poésie,. Après la première, le gouvernement chilien a conféré l'Orden al Mérito Pablo Neruda (es) à Daniel Catán, Antonio Skármeta, Plácido Domingo et Cristina Gallardo-Domâs, qui a interprété le rôle de Matilde, la femme de Neruda.

### L'histoire
Établi sur une petite île italienne, le poète chilien en exil Pablo Neruda reçoit tellement de courrier d'admirateurs qu'un facteur personnel, Mario Ruoppolo, est engagé pour livrer ses lettres. Mario, épris de Beatrice Russo, se tourne vers Pablo pour l'aider à écrire de la poésie qui l'aiderait à gagner le cœur de la femme qu'il désire. Peu de temps après, Mario et la serveuse tombent amoureux et se marient. Dans le troisième acte, influencé par les œuvres de Pablo, Mario commence à écrire des poèmes politiques qu'il récite lors d'une manifestation communiste; La violence éclate et il reçoit une blessure par balle, le tuant.

## Livret

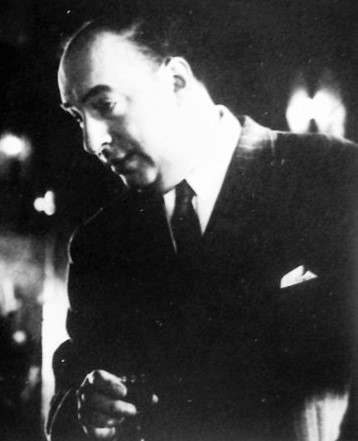
Pablo Neruda en 1951.

### Écriture
En écrivant le livret, Catán a suivi assez fidèlement l'intrigue du film italien Le Facteur (Il postino, 1994) de Michael Radford (et les anachronismes qui l'accompagnent), mais il a également utilisé le roman Ardiente paciencia d'Antonio Skármeta de 1985 (sur lequel le film était basé) pour développer la caractérisation de Pablo Neruda,.

### Droits d'auteur
L'acteur Massimo Troisi, qui jouait le rôle-titre dans le film et qui est décédé peu de temps après son achèvement, possédait les droits du scénario et les avait légués à ses cinq frères et sœurs. Une fois que Catán a décidé du projet Postino, il a rendu visite à chacun d'eux personnellement pour garantir les droits d'adaptation plutôt que de s'appuyer sur des avocats. Selon le fils de Catán, il avait presque complètement formulé les caractérisations des principaux chanteurs avant de commencer la composition proprement dite, et les manuscrits du livret contenaient relativement peu de révisions.

### Récit
L'histoire entièrement fictive de Neruda et de son facteur est racontée à la fois dans le film et dans le roman de Skármeta. Cependant, il existe plusieurs différences essentielles entre le roman et le film et l'opéra. Ardiente paciencia se déroule au Chili pendant la montée et la chute du gouvernement Allende au début des années 1970 avec Neruda et sa femme Matilde vivant dans leur maison à Isla Negra, sur la côte chilienne. Le film et l'opéra déplacent le lieu du Chili vers une île italienne fictive et le temps jusqu'au début des années 1950.
Bien que Neruda et Matilde (qui n'étaient pas encore mariés) aient séjourné en Italie pendant son exil du Chili et aient séjourné sur l'île de Capri entre 1951 et 1952, ils étaient invités dans la villa d'Edwin Cerio là-bas et n'ont pas ont leur propre maison. A cette époque, Neruda n'avait pas encore atteint la renommée mondiale en tant que poète qu'il avait au début des années 1970 lorsqu'il a remporté le prix Nobel de littérature. Les poèmes cités à la fois dans le film et dans l'opéra ont été écrits plusieurs années après son retour au Chili. Dans l'opéra, l'air de l'acte 1 de Neruda "Desnuda" utilise le texte de "Mañana XXVII" dans La Centaine d'amour (Cien Sonetos de Amor) qui a été publié pour la première fois en 1959,,.

## Rôles
| Rôle                                                 | Type de voix  | Première distribution, 23 septembre 2010 (chef d'orchestre : Grant Gershon) |
| ---------------------------------------------------- | ------------- | --------------------------------------------------------------------------- |
| Mario Ruoppolo, facteur sur une petite île italienne | ténor         | Charles Castronovo                                                          |
| Pablo Neruda, poète vivant en exil sur l'île         | ténor         | Plácido Domingo                                                             |
| Beatrice Russo, une barmaid adorée de Mario          | soprano       | Amanda Squitieri                                                            |
| Matilde Neruda, la femme de Pablo                    | soprano       | Cristina Gallardo-Domâs                                                     |
| Giorgio, le maître de poste de l'île                 | baryton-basse | Vladimir Chernov                                                            |
| Donna Rosa, la tante de Béatrice                     | mezzo-soprano | Nancy Fabiola Herrera                                                       |
| Di Cosimo, un politicien local                       | baryton       | José Adán Pérez                                                             |
| Le père de Mario                                     | ténor         | Gabriel Osuna                                                               |
| Prêtre                                               | ténor         | Christophe Gillette                                                         |

## Réception critique
Les critiques écrivant tant sur les premières américaines qu'autrichiennes ont remarqué la nature mélodieuse « sans vergogne » de la partition et ont noté qu'elle rappelait Puccini, à la fois dans les couleurs instrumentales des intermèdes orchestraux et dans les arias, en particulier l'écriture pour les bois et les cordes,,,. Dans sa critique de la première autrichienne, George Loomis écrit que, comme les opéras précédents de Catán, la partition est marquée par une « forme musicale » et une « capacité à s'envoler et [...] émouvoir l'auditeur ».
Il a également résumé l'accueil critique mitigé dans la presse allemande et autrichienne en notant que le Frankfurter Allgemeine Zeitung l'a qualifié de "triomphe" mais Die Presse a décrit l'histoire de l'opéra comme « étouffée dans le glaçage au sucre d'opéra », avec plus d'une critique le décrivant comme kitsch. Anne Midgette a écrit dans The Washington Post que « la langue parlée par la belle partition de Catán est universelle : le terrain mélodieux et sûr de l'opéra international ». C'était un point de vue repris par Joshua Kosman dans le San Francisco Chronicle qui a décrit l'opéra comme une œuvre "belle mais limitée" et a écrit que "les opérateurs qui se plaignent de ne pas les écrire comme ils le faisaient auparavant peuvent se réconforter d'Il Postino. ".

## Enregistrements
- Catán : Il postino (DVD, 2012) – Plácido Domingo, Charles Castronovo, Cristina Gallardo-Domas, Vladimir Chernov ; l'Orchestre et le Chœur de l'Opéra de Los Angeles dirigés par Grant Gershon ; mise en scène par Ron Daniels ; direction de la télévision par Brian Large. Étiquette : Sony Classique 88691919 7099

Tourné lors de la première diffusion avec la distribution originale en octobre 2010, cet enregistrement a été diffusé pour la première fois en 2011 dans le cadre de la série télévisée PBS Great Performances et est sorti sur DVD l'année suivante